# Rubraea manca
Acraea manca is een vlinder uit de familie van de Nymphalidae. De wetenschappelijke naam van de soort is voor het eerst gepubliceerd in 1904 door Friedrich Thurau.
De soort komt voor in de bergweiden van Centraal- een Noordoost-Tanzania tussen 1600 en 2000 meter hoogte.